# NASCAR Cup Series 2012
Navigation
2011 2013
Le Championnat de Cup Series 2012 est la 64e édition du championnat organisé par la NASCAR.
L'événement étant sponsorisé par la société Sprint Corporation, le nom officiel du championnat est la NASCAR Sprint Cup Series 2012.

## Pilotes et écuries
| Constructeur     | Équipe                    | No | Pilote              | Chef d'écurie                              |
| ---------------- | ------------------------- | -- | ------------------- | ------------------------------------------ |
| Chevrolet        | Earnhardt Ganassi Racing  | 1  | Jamie McMurray      | Kevin Manion                               |
| Chevrolet        | Earnhardt Ganassi Racing  | 42 | Juan Pablo Montoya  | Chris Heroy                                |
| Chevrolet        | Furniture Row Racing      | 78 | Regan Smith         | Pete Rondeau Todd Berrier                  |
| Chevrolet        | Furniture Row Racing      | 78 | Kurt Busch          | Pete Rondeau Todd Berrier                  |
| Chevrolet        | Hendrick Motorsports      | 5  | Kasey Kahne         | Kenny Francis                              |
| Chevrolet        | Hendrick Motorsports      | 24 | Jeff Gordon         | Alan Gustafson                             |
| Chevrolet        | Hendrick Motorsports      | 48 | Jimmie Johnson      | Chad Knaus                                 |
| Chevrolet        | Hendrick Motorsports      | 88 | Dale Earnhardt, Jr. | Steve Letarte                              |
| Chevrolet        | Hendrick Motorsports      | 88 | Regan Smith         | Steve Letarte                              |
| Chevrolet        | Phoenix Racing            | 51 | Kurt Busch          | Nick Harrison                              |
| Chevrolet        | Phoenix Racing            | 51 | David Reutimann     | Nick Harrison                              |
| Chevrolet        | Phoenix Racing            | 51 | A. J. Allmendinger  | Nick Harrison                              |
| Chevrolet        | Phoenix Racing            | 51 | Regan Smith         | Nick Harrison                              |
| Chevrolet        | Richard Childress Racing  | 27 | Paul Menard         | Richard Labbe Shane Wilson                 |
| Chevrolet        | Richard Childress Racing  | 29 | Kevin Harvick       | Shane Wilson Gil Martin                    |
| Chevrolet        | Richard Childress Racing  | 31 | Jeff Burton         | Drew Blickensderfer Shane Wilson           |
| Chevrolet        | Richard Childress Racing  | 33 | Elliott Sadler      | Gil Martin                                 |
| Chevrolet        | Richard Childress Racing  | 33 | Brendan Gaughan     | Gil Martin                                 |
| Chevrolet        | Richard Childress Racing  | 33 | Hermie Sadler       | Gil Martin                                 |
| Chevrolet        | Richard Childress Racing  | 33 | Austin Dillon       | Gil Martin                                 |
| Chevrolet        | Circle Sport Racing       | 33 | Tony Raines         | Buddy Sisco Tony Glover                    |
| Chevrolet        | Circle Sport Racing       | 33 | Jeff Green          | Buddy Sisco Tony Glover                    |
| Chevrolet        | Circle Sport Racing       | 33 | Stephen Leicht (R)  | Buddy Sisco Tony Glover                    |
| Chevrolet        | Circle Sport Racing       | 33 | Cole Whitt          | Buddy Sisco Tony Glover                    |
| Chevrolet        | Stewart-Haas Racing       | 14 | Tony Stewart        | Steve Addington                            |
| Chevrolet        | Stewart-Haas Racing       | 39 | Ryan Newman         | Tony Gibson Matt Borland                   |
| Chevrolet        | Stewart-Haas Racing       | 10 | Danica Patrick      | Greg Zipadelli Tony Gibson                 |
| Chevrolet        | Tommy Baldwin Racing      | 10 | David Reutimann     | Tommy Baldwin, Jr.                         |
| Chevrolet        | Tommy Baldwin Racing      | 10 | Dave Blaney         | Tommy Baldwin, Jr.                         |
| Chevrolet        | Tommy Baldwin Racing      | 10 | Tony Raines         | Tommy Baldwin, Jr.                         |
| Chevrolet        | Tommy Baldwin Racing      | 10 | J. J. Yeley         | Tommy Baldwin, Jr.                         |
| Chevrolet        | Tommy Baldwin Racing      | 10 | Tomy Drissi         | Tommy Baldwin, Jr.                         |
| Chevrolet        | Tommy Baldwin Racing      | 36 | Dave Blaney         | Ryan Pemberton                             |
| Chevrolet        | Tommy Baldwin Racing      | 36 | Tony Raines         | Ryan Pemberton                             |
| Chevrolet        | Tommy Baldwin Racing      | 36 | J. J. Yeley         | Tommy Baldwin, Jr.                         |
| Dodge            | Penske Racing             | 2  | Brad Keselowski     | Paul Wolfe                                 |
| Dodge            | Penske Racing             | 22 | A. J. Allmendinger  | Todd Gordon                                |
| Dodge            | Penske Racing             | 22 | Sam Hornish Jr.     | Todd Gordon                                |
| Ford             | FAS Lane Racing           | 32 | Terry Labonte       | Frank Stoddard                             |
| Ford             | FAS Lane Racing           | 32 | Mike Bliss          | Frank Stoddard                             |
| Ford             | FAS Lane Racing           | 32 | Ken Schrader        | Frank Stoddard                             |
| Ford             | FAS Lane Racing           | 32 | Reed Sorenson       | Frank Stoddard                             |
| Ford             | FAS Lane Racing           | 32 | T. J. Bell          | Frank Stoddard                             |
| Ford             | FAS Lane Racing           | 32 | Boris Said          | Frank Stoddard                             |
| Ford             | FAS Lane Racing           | 32 | Jason White         | Frank Stoddard                             |
| Ford             | FAS Lane Racing           | 32 | Mike Olsen          | Frank Stoddard                             |
| Ford             | FAS Lane Racing           | 32 | Timmy Hill          | Frank Stoddard                             |
| Ford             | Front Row Motorsports     | 26 | Tony Raines         | Charles Dickey, Jr.                        |
| Ford             | Front Row Motorsports     | 26 | Josh Wise (R)       | Charles Dickey, Jr.                        |
| Ford             | Front Row Motorsports     | 34 | David Ragan         | Jay Guy                                    |
| Ford             | Front Row Motorsports     | 38 | David Gilliland     | Pat Tryson                                 |
| Ford             | Germain Racing            | 13 | Casey Mears         | Bootie Barker                              |
| Ford             | Phil Parsons Racing       | 98 | Michael McDowell    | Gene Nead                                  |
| Ford             | Phil Parsons Racing       | 98 | David Mayhew        | Gene Nead                                  |
| Ford             | Phil Parsons Racing       | 98 | Mike Bliss          | Gene Nead                                  |
| Ford             | Phil Parsons Racing       | 98 | Mike Skinner        | Gene Nead                                  |
| Ford             | Richard Petty Motorsports | 9  | Marcos Ambrose      | Todd Parrott Mike Ford Drew Blickensderfer |
| Ford             | Richard Petty Motorsports | 43 | Aric Almirola       | Greg Erwin Mike Ford Todd Parrott          |
| Ford             | Roush Fenway Racing       | 16 | Greg Biffle         | Matt Puccia                                |
| Ford             | Roush Fenway Racing       | 17 | Matt Kenseth        | Jimmy Fennig                               |
| Ford             | Roush Fenway Racing       | 99 | Carl Edwards        | Bob Osbourne Chad Norris                   |
| Toyota           | BK Racing                 | 83 | Landon Cassill      | Doug Richert                               |
| Toyota           | BK Racing                 | 93 | David Reutimann     | Todd Anderson                              |
| Toyota           | BK Racing                 | 93 | Travis Kvapil       | Todd Anderson                              |
| Toyota           | Inception Motorsports     | 30 | David Stremme       | Steve Lane                                 |
| Toyota           | Inception Motorsports     | 30 | Brian Simo          | Steve Lane                                 |
| Toyota           | Inception Motorsports     | 30 | Patrick Long        | Steve Lane                                 |
| Toyota           | Joe Gibbs Racing          | 11 | Denny Hamlin        | Darian Grubb                               |
| Toyota           | Joe Gibbs Racing          | 18 | Kyle Busch          | Dave Rogers                                |
| Toyota           | Joe Gibbs Racing          | 20 | Joey Logano         | Jason Ratcliff                             |
| Toyota           | JTG Daugherty Racing      | 47 | Bobby Labonte       | Todd Berrier David Hyder Brian Burns       |
| Toyota           | Michael Waltrip Racing    | 15 | Clint Bowyer        | Brian Pattie                               |
| Toyota           | Michael Waltrip Racing    | 55 | Mark Martin         | Rodney Childers                            |
| Toyota           | Michael Waltrip Racing    | 55 | Brian Vickers       | Rodney Childers                            |
| Toyota           | Michael Waltrip Racing    | 55 | Michael Waltrip     | Rodney Childers                            |
| Toyota           | Michael Waltrip Racing    | 56 | Martin Truex Jr.    | Chad Johnston Scott Miller                 |
| Toyota           | NEMCO Motorsports         | 87 | Joe Nemechek        | Stephen Gray                               |
| Toyota Chevrolet | R3 Motorsports            | 23 | Bryan Cook          |                                            |
| Toyota Chevrolet | R3 Motorsports            | 23 | Bryan Cook          | Scott Riggs                                |

## Calendrier des courses de la saison
| no                        | Date         | Nom de la course                                                                              | Circuit                         | Lieu          | État             |
| ------------------------- | ------------ | --------------------------------------------------------------------------------------------- | ------------------------------- | ------------- | ---------------- |
| HC                        | 18 février   | Budweiser Shootout                                                                            | Daytona International Speedway  | Daytona Beach | Floride          |
| HC                        | 23 février   | Gatorade Duel 1                                                                               | Daytona International Speedway  | Daytona Beach | Floride          |
| HC                        | 23 février   | Gatorade Duel 2                                                                               | Daytona International Speedway  | Daytona Beach | Floride          |
| 1                         | 27 février   | Daytona 500                                                                                   | Daytona International Speedway  | Daytona Beach | Floride          |
| 2                         | 4 mars       | Subway Fresh Fit 500                                                                          | Phoenix International Raceway   | Phoenix       | Arizona          |
| 3                         | 11 mars      | Kobalt Tools 400                                                                              | Las Vegas Motor Speedway        | Las Vegas     | Nevada           |
| 4                         | 18 mars      | Food City 500                                                                                 | Bristol Motor Speedway          | Bristol       | Tennessee        |
| 5                         | 25 mars      | Auto Club 400                                                                                 | Auto Club Speedway              | Fontana       | Californie       |
| 6                         | 1er avril    | Goody's Fast Relief 500                                                                       | Martinsville Speedway           | Ridgeway      | Virginie         |
| 7                         | 14 avril     | Samsung Mobile 500                                                                            | Texas Motor Speedway            | Fort Worth    | Texas            |
| 8                         | 22 avril     | STP 400                                                                                       | Kansas Speedway                 | Kansas City   | Kansas           |
| 9                         | 28 avril     | Capital City 400 presented by Virginia is for Lovers                                          | Richmond International Raceway  | Richmond      | Virginie         |
| 10                        | 6 mai        | Aaron's 499                                                                                   | Talladega Superspeedway         | Talladega     | Alabama          |
| 11                        | 12 mai       | Bojangles' Southern 500                                                                       | Darlington Raceway              | Darlington    | Caroline du Sud  |
| HC                        | 19 mai       | Sprint Showdown                                                                               | Charlotte Motor Speedway        | Concord       | Caroline du Nord |
| HC                        | 19 mai       | Sprint All-Star RaceXXVIII                                                                    | Charlotte Motor Speedway        | Concord       | Caroline du Nord |
| 12                        | 27 mai       | Coca-Cola 600                                                                                 | Charlotte Motor Speedway        | Concord       | Caroline du Nord |
| 13                        | 3 juin       | FedEx 400 benefiting Autism Speaks                                                            | Dover International Speedway    | Dover         | Delaware         |
| 14                        | 10 juin      | Pocono 400                                                                                    | Pocono Raceway                  | Long Pond     | Pennsylvanie     |
| 15                        | 17 juin      | Quicken Loans 400                                                                             | Michigan International Speedway | Brooklyn      | Michigan         |
| 16                        | 24 juin      | Toyota/Save Mart 350                                                                          | Infineon Raceway                | Sonoma        | Californie       |
| 17                        | 30 juin      | Quaker State 400                                                                              | Kentucky Speedway               | Sparta        | Kentucky         |
| 18                        | 7 juillet    | Coke Zero 400 powered by Coca-Cola                                                            | Daytona International Speedway  | Daytona Beach | Floride          |
| 19                        | 15 juillet   | Lenox Industrial Tools 301                                                                    | New Hampshire Motor Speedway    | Loudon        | New Hampshire    |
| 20                        | 29 juillet   | Crown Royal Presents the Curtiss Shaver 400 at the Brickyard Powered By BigMachineRecords.com | Indianapolis Motor Speedway     | Speedway      | Indiana          |
| 21                        | 5 août       | Pennsylvania 400                                                                              | Pocono Raceway                  | Long Pond     | Pennsylvanie     |
| 22                        | 12 août      | Finger Lakes 355 at The Glen                                                                  | Watkins Glen International      | Watkins Glen  | New York         |
| 23                        | 19 août      | Pure Michigan 400                                                                             | Michigan International Speedway | Brooklyn      | Michigan         |
| 24                        | 25 août      | Irwin Tools Night Race                                                                        | Bristol Motor Speedway          | Bristol       | Tennessee        |
| 25                        | 2 septembre  | AdvoCare 500                                                                                  | Atlanta Motor Speedway          | Hampton       | Géorgie          |
| 26                        | 8 septembre  | Federated Auto Parts 400                                                                      | Richmond International Raceway  | Richmond      | Virginie         |
| Chase pour le championnat |              |                                                                                               |                                 |               |                  |
| 27                        | 16 septembre | GEICO 400                                                                                     | Chicagoland Speedway            | Joliet        | Illinois         |
| 28                        | 23 septembre | Sylvania 300                                                                                  | New Hampshire Motor Speedway    | Loudon        | New Hampshire    |
| 29                        | 30 septembre | AAA 400                                                                                       | Dover International Speedway    | Dover         | Delaware         |
| 30                        | 7 octobre    | Good Sam Club 500                                                                             | Talladega Superspeedway         | Talladega     | Alabama          |
| 31                        | 13 octobre   | Bank of America 500                                                                           | Charlotte Motor Speedway        | Concord       | Caroline du Nord |
| 32                        | 21 octobre   | Hollywood Casino 400                                                                          | Kansas Speedway                 | Kansas City   | Kansas           |
| 33                        | 28 octobre   | Tums Fast Relief 500                                                                          | Martinsville Speedway           | Ridgeway      | Virginie         |
| 34                        | 4 novembre   | AAA Texas 500                                                                                 | Texas Motor Speedway            | Fort Worth    | Texas            |
| 35                        | 11 novembre  | AdvoCare 500                                                                                  | Phoenix International Raceway   | Phoenix       | Arizona          |
| 36                        | 18 novembre  | Ford EcoBoost 400                                                                             | Homestead-Miami Speedway        | Homestead     | Floride          |

## Résultats et classements

### Résultats
| No.                       | Course                           | Pole position       | Pilote ayant le plus mené | Vainqueur           | Constructeur | Rapport      |
| ------------------------- | -------------------------------- | ------------------- | ------------------------- | ------------------- | ------------ | ------------ |
|                           | Budweiser Shootout               | Martin Truex Jr.    | Greg Biffle               | Kyle Busch          | Toyota       | Rapport (en) |
|                           | Gatorade Duels 1                 | Carl Edwards        | Denny Hamlin              | Tony Stewart        | Chevrolet    | Rapport (en) |
|                           | Gatorade Duels 2                 | Greg Biffle         | Greg Biffle               | Matt Kenseth        | Ford         | Rapport (en) |
| 1                         | Daytona 500                      | Carl Edwards        | Denny Hamlin              | Matt Kenseth        | Ford         | Rapport (en) |
| 2                         | Subway Fresh Fit 500             | Mark Martin         | Kevin Harvick             | Denny Hamlin        | Toyota       | Rapport (en) |
| 3                         | Kobalt Tools 400                 | Kasey Kahne         | Tony Stewart              | Tony Stewart        | Chevrolet    | Rapport (en) |
| 4                         | Food City 500                    | Greg Biffle         | Brad Keselowski           | Brad Keselowski     | Dodge        | Rapport (en) |
| 5                         | Auto Club 400                    | Denny Hamlin        | Kyle Busch                | Tony Stewart        | Chevrolet    | Rapport (en) |
| 6                         | Goody's Fast Relief 500          | Kasey Kahne         | Jeff Gordon               | Ryan Newman         | Chevrolet    | Rapport (en) |
| 7                         | Samsung Mobile 500               | Martin Truex Jr.    | Jimmie Johnson            | Greg Biffle         | Ford         | Rapport (en) |
| 8                         | STP 400                          | A. J. Allmendinger  | Martin Truex Jr.          | Denny Hamlin        | Toyota       | Rapport (en) |
| 9                         | Capital City 400                 | Mark Martin         | Carl Edwards              | Kyle Busch          | Toyota       | Rapport (en) |
| 10                        | Aaron's 499                      | Jeff Gordon         | Matt Kenseth              | Brad Keselowski     | Dodge        | Rapport (en) |
| 11                        | Bojangles' Southern 500          | Greg Biffle         | Jimmie Johnson            | Jimmie Johnson      | Chevrolet    | Rapport (en) |
|                           | NASCAR Sprint All-Star Race      | Kyle Busch          | Brad Keselowski           | Jimmie Johnson      | Chevrolet    | Rapport (en) |
| 12                        | Coca-Cola 600                    | Aric Almirola       | Greg Biffle               | Kasey Kahne         | Chevrolet    | Rapport (en) |
| 13                        | FedEx 400                        | Mark Martin         | Jimmie Johnson            | Jimmie Johnson      | Chevrolet    | Rapport (en) |
| 14                        | Pocono 400                       | Joey Logano         | Joey Logano               | Joey Logano         | Toyota       | Rapport (en) |
| 15                        | Quicken Loans 400                | Marcos Ambrose      | Dale Earnhardt, Jr.       | Dale Earnhardt, Jr. | Chevrolet    | Rapport (en) |
| 16                        | Toyota/Save Mart 350             | Marcos Ambrose      | Clint Bowyer              | Clint Bowyer        | Toyota       | Rapport (en) |
| 17                        | Quaker State 400                 | Jimmie Johnson      | Kyle Busch                | Brad Keselowski     | Dodge        | Rapport (en) |
| 18                        | Coke Zero 400                    | Matt Kenseth        | Matt Kenseth              | Tony Stewart        | Chevrolet    | Rapport (en) |
| 19                        | Lenox Industrial Tools 301       | Kyle Busch          | Denny Hamlin              | Kasey Kahne         | Chevrolet    | Rapport (en) |
| 20                        | Brickyard 400                    | Denny Hamlin        | Jimmie Johnson            | Jimmie Johnson      | Chevrolet    | Rapport (en) |
| 21                        | Pennsylvania 400                 | Juan Pablo Montoya  | Jimmie Johnson            | Jeff Gordon         | Chevrolet    | Rapport (en) |
| 22                        | Finger Lakes 355 at The Glen     | Juan Pablo Montoya  | Kyle Busch                | Marcos Ambrose      | Ford         | Rapport (en) |
| 23                        | Pure Michigan 400                | Mark Martin         | Mark Martin               | Greg Biffle         | Ford         | Rapport (en) |
| 24                        | Irwin Tools Night Race           | Casey Mears         | Joey Logano               | Denny Hamlin        | Toyota       | Rapport (en) |
| 25                        | AdvoCare 500                     | Tony Stewart        | Denny Hamlin              | Denny Hamlin        | Toyota       | Rapport (en) |
| 26                        | Federated Auto Parts 400         | Dale Earnhardt, Jr. | Denny Hamlin              | Clint Bowyer        | Toyota       | Rapport (en) |
| Chase pour le Championnat |                                  |                     |                           |                     |              |              |
| 27                        | GEICO 400                        | Jimmie Johnson      | Jimmie Johnson            | Brad Keselowski     | Dodge        | Rapport (en) |
| 28                        | Sylvania 300                     | Jeff Gordon         | Denny Hamlin              | Denny Hamlin        | Toyota       | Rapport (en) |
| 29                        | AAA 400                          | Denny Hamlin        | Kyle Busch                | Brad Keselowski     | Dodge        | Rapport (en) |
| 30                        | Good Sam Roadside Assistance 500 | Kasey Kahne         | Jamie McMurray            | Matt Kenseth        | Ford         | Rapport (en) |
| 31                        | Bank of America 500              | Greg Biffle         | Brad Keselowski           | Clint Bowyer        | Toyota       | Rapport (en) |
| 32                        | Hollywood Casino 400             | Kasey Kahne         | Matt Kenseth              | Matt Kenseth        | Ford         | Rapport (en) |
| 33                        | Tums Fast Relief 500             | Jimmie Johnson      | Jimmie Johnson            | Jimmie Johnson      | Chevrolet    | Rapport (en) |
| 34                        | AAA Texas 500                    | Jimmie Johnson      | Jimmie Johnson            | Jimmie Johnson      | Chevrolet    | Rapport      |
| 35                        | AdvoCare 500                     | Kyle Busch          | Kyle Busch                | Kevin Harvick       | Chevrolet    | Rapport (en) |
| 36                        | Ford EcoBoost 400                | Joey Logano         | Kyle Busch                | Jeff Gordon         | Chevrolet    | Rapport (en) |

### Classement
| Couleur | Résultats                           |
| Or      | Vainqueur                           |
| Argent  | Classé entre la 2e et la 5e place   |
| Bronze  | Classé entre la 6e et la 10e place  |
| Vert    | Classé entre la 11e et la 20e place |
| Bleu    | Classé 21e ou pire                  |

| Couleur | Résultats                          |
| Violet  | N'a pas fini (DNF)                 |
| Noir    | Disqualifié (DSQ)                  |
| Rose    | Non qualifié (DNQ)                 |
| Brun    | Abandonné la course (Wth)          |
| Blanc   | Qualifié pour un autre pilote (QL) |

| Couleur | Résultats               |
| Vide    | N'a pas participé (DNP) |
| Vide    | Blessé ou malade (INJ)  |
| Vide    | Exclu (EX)              |
| Vide    | N'est pas arrivé (DNA)  |

 Gras: pole position / * : pilote ayant le plus mené lors de la course.
| Prétendants au titre de champion de la Nascar Cup Series 2012 | Prétendants au titre de champion de la Nascar Cup Series 2012 | Prétendants au titre de champion de la Nascar Cup Series 2012 | Prétendants au titre de champion de la Nascar Cup Series 2012 | Prétendants au titre de champion de la Nascar Cup Series 2012 | Prétendants au titre de champion de la Nascar Cup Series 2012 | Prétendants au titre de champion de la Nascar Cup Series 2012 | Prétendants au titre de champion de la Nascar Cup Series 2012 | Prétendants au titre de champion de la Nascar Cup Series 2012 | Prétendants au titre de champion de la Nascar Cup Series 2012 | Prétendants au titre de champion de la Nascar Cup Series 2012 | Prétendants au titre de champion de la Nascar Cup Series 2012 | Prétendants au titre de champion de la Nascar Cup Series 2012 | Prétendants au titre de champion de la Nascar Cup Series 2012 | Prétendants au titre de champion de la Nascar Cup Series 2012 | Prétendants au titre de champion de la Nascar Cup Series 2012 | Prétendants au titre de champion de la Nascar Cup Series 2012 | Prétendants au titre de champion de la Nascar Cup Series 2012 | Prétendants au titre de champion de la Nascar Cup Series 2012 | Prétendants au titre de champion de la Nascar Cup Series 2012 | Prétendants au titre de champion de la Nascar Cup Series 2012 | Prétendants au titre de champion de la Nascar Cup Series 2012 | Prétendants au titre de champion de la Nascar Cup Series 2012 | Prétendants au titre de champion de la Nascar Cup Series 2012 | Prétendants au titre de champion de la Nascar Cup Series 2012 | Prétendants au titre de champion de la Nascar Cup Series 2012 | Prétendants au titre de champion de la Nascar Cup Series 2012 | Prétendants au titre de champion de la Nascar Cup Series 2012 | Prétendants au titre de champion de la Nascar Cup Series 2012 | Prétendants au titre de champion de la Nascar Cup Series 2012 | Prétendants au titre de champion de la Nascar Cup Series 2012 | Prétendants au titre de champion de la Nascar Cup Series 2012 | Prétendants au titre de champion de la Nascar Cup Series 2012 | Prétendants au titre de champion de la Nascar Cup Series 2012 | Prétendants au titre de champion de la Nascar Cup Series 2012 | Prétendants au titre de champion de la Nascar Cup Series 2012 | Prétendants au titre de champion de la Nascar Cup Series 2012 | Prétendants au titre de champion de la Nascar Cup Series 2012 | Prétendants au titre de champion de la Nascar Cup Series 2012 | Prétendants au titre de champion de la Nascar Cup Series 2012 |
| Pos.                                                          | Pilote                                                        | DAY                                                           | PHO                                                           | LSV                                                           | BRI                                                           | CAL                                                           | MAR                                                           | TEX                                                           | KAN                                                           | RIC                                                           | TAL                                                           | DAR                                                           | CHA                                                           | DOV                                                           | POC                                                           | MIC                                                           | SON                                                           | KTY                                                           | DY2                                                           | NHA                                                           | IND                                                           | PO2                                                           | GLN                                                           | MI2                                                           | BR2                                                           | ATL                                                           | RI2                                                           |                                                               | CHI                                                           | NH2                                                           | DV2                                                           | TL2                                                           | CH2                                                           | KN2                                                           | MA2                                                           | TX2                                                           | PH2                                                           | HOM                                                           | Pts                                                           |
| ------------------------------------------------------------- | ------------------------------------------------------------- | ------------------------------------------------------------- | ------------------------------------------------------------- | ------------------------------------------------------------- | ------------------------------------------------------------- | ------------------------------------------------------------- | ------------------------------------------------------------- | ------------------------------------------------------------- | ------------------------------------------------------------- | ------------------------------------------------------------- | ------------------------------------------------------------- | ------------------------------------------------------------- | ------------------------------------------------------------- | ------------------------------------------------------------- | ------------------------------------------------------------- | ------------------------------------------------------------- | ------------------------------------------------------------- | ------------------------------------------------------------- | ------------------------------------------------------------- | ------------------------------------------------------------- | ------------------------------------------------------------- | ------------------------------------------------------------- | ------------------------------------------------------------- | ------------------------------------------------------------- | ------------------------------------------------------------- | ------------------------------------------------------------- | ------------------------------------------------------------- | ------------------------------------------------------------- | ------------------------------------------------------------- | ------------------------------------------------------------- | ------------------------------------------------------------- | ------------------------------------------------------------- | ------------------------------------------------------------- | ------------------------------------------------------------- | ------------------------------------------------------------- | ------------------------------------------------------------- | ------------------------------------------------------------- | ------------------------------------------------------------- | ------------------------------------------------------------- |
| 1                                                             | Brad Keselowski                                               | 32                                                            | 5                                                             | 32                                                            | 1*                                                            | 18                                                            | 9                                                             | 36                                                            | 11                                                            | 9                                                             | 1                                                             | 15                                                            | 5                                                             | 12                                                            | 18                                                            | 13                                                            | 12                                                            | 1                                                             | 8                                                             | 5                                                             | 9                                                             | 4                                                             | 2                                                             | 2                                                             | 30                                                            | 3                                                             | 7                                                             |                                                               | 1                                                             | 6                                                             | 1                                                             | 7                                                             | 11*                                                           | 8                                                             | 6                                                             | 2                                                             | 6                                                             | 15                                                            | 2400                                                          |
| 2                                                             | Clint Bowyer                                                  | 11                                                            | 30                                                            | 6                                                             | 4                                                             | 13                                                            | 10                                                            | 17                                                            | 36                                                            | 7                                                             | 6                                                             | 11                                                            | 13                                                            | 5                                                             | 6                                                             | 7                                                             | 1*                                                            | 16                                                            | 29                                                            | 3                                                             | 15                                                            | 8                                                             | 4                                                             | 7                                                             | 7                                                             | 27                                                            | 1                                                             | 10                                                            | 4                                                             | 9                                                             | 23                                                            | 1                                                             | 6                                                             | 5                                                             | 6                                                             | 28                                                            | 2                                                             | 2361                                                          |                                                               |
| 3                                                             | Jimmie Johnson                                                | 42                                                            | 4                                                             | 2                                                             | 9                                                             | 10                                                            | 12                                                            | 2*                                                            | 3                                                             | 6                                                             | 35                                                            | 1*                                                            | 11                                                            | 1*                                                            | 4                                                             | 5                                                             | 5                                                             | 6                                                             | 36                                                            | 7                                                             | 1*                                                            | 14*                                                           | 3                                                             | 27                                                            | 2                                                             | 34                                                            | 13                                                            | 2*                                                            | 2                                                             | 4                                                             | 17                                                            | 3                                                             | 9                                                             | 1*                                                            | 1*                                                            | 32                                                            | 36                                                            | 2360                                                          |                                                               |
| 4                                                             | Kasey Kahne                                                   | 29                                                            | 34                                                            | 19                                                            | 37                                                            | 14                                                            | 38                                                            | 7                                                             | 8                                                             | 5                                                             | 4                                                             | 8                                                             | 1                                                             | 9                                                             | 29                                                            | 33                                                            | 14                                                            | 2                                                             | 7                                                             | 1                                                             | 12                                                            | 2                                                             | 13                                                            | 3                                                             | 9                                                             | 23                                                            | 12                                                            | 3                                                             | 5                                                             | 15                                                            | 12                                                            | 8                                                             | 4                                                             | 3                                                             | 25                                                            | 4                                                             | 21                                                            | 2345                                                          |                                                               |
| 5                                                             | Greg Biffle                                                   | 3                                                             | 3                                                             | 3                                                             | 13                                                            | 6                                                             | 13                                                            | 1                                                             | 5                                                             | 18                                                            | 5                                                             | 12                                                            | 4*                                                            | 11                                                            | 24                                                            | 4                                                             | 7                                                             | 21                                                            | 21                                                            | 9                                                             | 3                                                             | 15                                                            | 6                                                             | 1                                                             | 19                                                            | 15                                                            | 9                                                             | 13                                                            | 18                                                            | 16                                                            | 6                                                             | 4                                                             | 27                                                            | 10                                                            | 10                                                            | 7                                                             | 5                                                             | 2332                                                          |                                                               |
| 6                                                             | Denny Hamlin                                                  | 4*                                                            | 1                                                             | 20                                                            | 20                                                            | 11                                                            | 6                                                             | 12                                                            | 1                                                             | 4                                                             | 23                                                            | 2                                                             | 2                                                             | 18                                                            | 5                                                             | 34                                                            | 35                                                            | 3                                                             | 25                                                            | 2*                                                            | 6                                                             | 29                                                            | 34                                                            | 11                                                            | 1                                                             | 1*                                                            | 18*                                                           | 16                                                            | 1*                                                            | 8                                                             | 14                                                            | 2                                                             | 13                                                            | 33                                                            | 20                                                            | 2                                                             | 24                                                            | 2329                                                          |                                                               |
| 7                                                             | Matt Kenseth                                                  | 1                                                             | 13                                                            | 22                                                            | 2                                                             | 16                                                            | 4                                                             | 5                                                             | 4                                                             | 11                                                            | 3*                                                            | 6                                                             | 10                                                            | 3                                                             | 7                                                             | 3                                                             | 13                                                            | 7                                                             | 3*                                                            | 13                                                            | 35                                                            | 23                                                            | 8                                                             | 17                                                            | 25                                                            | 9                                                             | 5                                                             | 18                                                            | 14                                                            | 35                                                            | 1                                                             | 14                                                            | 1*                                                            | 14                                                            | 4                                                             | 14                                                            | 18                                                            | 2324                                                          |                                                               |
| 8                                                             | Kevin Harvick                                                 | 7                                                             | 2*                                                            | 11                                                            | 11                                                            | 4                                                             | 19                                                            | 9                                                             | 6                                                             | 19                                                            | 25                                                            | 16                                                            | 8                                                             | 2                                                             | 14                                                            | 10                                                            | 16                                                            | 11                                                            | 23                                                            | 8                                                             | 13                                                            | 17                                                            | 15                                                            | 16                                                            | 15                                                            | 5                                                             | 10                                                            | 12                                                            | 11                                                            | 13                                                            | 11                                                            | 16                                                            | 11                                                            | 32                                                            | 9                                                             | 1                                                             | 8                                                             | 2321                                                          |                                                               |
| 9                                                             | Tony Stewart                                                  | 16                                                            | 22                                                            | 1*                                                            | 14                                                            | 1                                                             | 7                                                             | 24                                                            | 13                                                            | 3                                                             | 24                                                            | 3                                                             | 25                                                            | 25                                                            | 3                                                             | 2                                                             | 2                                                             | 32                                                            | 1                                                             | 12                                                            | 10                                                            | 5                                                             | 19                                                            | 32                                                            | 27                                                            | 22                                                            | 4                                                             | 6                                                             | 7                                                             | 20                                                            | 22                                                            | 13                                                            | 5                                                             | 27                                                            | 5                                                             | 19                                                            | 17                                                            | 2311                                                          |                                                               |
| 10                                                            | Jeff Gordon                                                   | 40                                                            | 8                                                             | 12                                                            | 35                                                            | 26                                                            | 14*                                                           | 4                                                             | 21                                                            | 23                                                            | 33                                                            | 35                                                            | 7                                                             | 13                                                            | 19                                                            | 6                                                             | 6                                                             | 5                                                             | 12                                                            | 6                                                             | 5                                                             | 1                                                             | 21                                                            | 28                                                            | 3                                                             | 2                                                             | 2                                                             | 35                                                            | 3                                                             | 2                                                             | 2                                                             | 18                                                            | 10                                                            | 7                                                             | 14                                                            | 30                                                            | 1                                                             | 2303                                                          |                                                               |
| 11                                                            | Martin Truex Jr.                                              | 12                                                            | 7                                                             | 17                                                            | 3                                                             | 8                                                             | 5                                                             | 6                                                             | 2*                                                            | 25                                                            | 28                                                            | 5                                                             | 12                                                            | 7                                                             | 20                                                            | 12                                                            | 22                                                            | 8                                                             | 17                                                            | 11                                                            | 8                                                             | 3                                                             | 10                                                            | 10                                                            | 11                                                            | 4                                                             | 21                                                            | 9                                                             | 17                                                            | 6                                                             | 13                                                            | 10                                                            | 2                                                             | 23                                                            | 13                                                            | 43                                                            | 6                                                             | 2299                                                          |                                                               |
| 12                                                            | Dale Earnhardt Jr                                             | 2                                                             | 14                                                            | 10                                                            | 15                                                            | 3                                                             | 3                                                             | 10                                                            | 7                                                             | 2                                                             | 9                                                             | 17                                                            | 6                                                             | 4                                                             | 8                                                             | 1*                                                            | 23                                                            | 4                                                             | 15                                                            | 4                                                             | 4                                                             | 32                                                            | 28                                                            | 4                                                             | 12                                                            | 7                                                             | 14                                                            | 8                                                             | 13                                                            | 11                                                            | 20                                                            | INJ                                                           | INJ                                                           | 21                                                            | 7                                                             | 21                                                            | 10                                                            | 2245                                                          |                                                               |
| Pilotes ne s'étant pas qualifiés pour participer au Chase     |                                                               |                                                               |                                                               |                                                               |                                                               |                                                               |                                                               |                                                               |                                                               |                                                               |                                                               |                                                               |                                                               |                                                               |                                                               |                                                               |                                                               |                                                               |                                                               |                                                               |                                                               |                                                               |                                                               |                                                               |                                                               |                                                               |                                                               |                                                               |                                                               |                                                               |                                                               |                                                               |                                                               |                                                               |                                                               |                                                               |                                                               |                                                               |                                                               |
| Pos.                                                          | Pilote                                                        | DAY                                                           | PHO                                                           | LSV                                                           | BRI                                                           | CAL                                                           | MAR                                                           | TEX                                                           | KAN                                                           | RIC                                                           | TAL                                                           | DAR                                                           | CHA                                                           | DOV                                                           | POC                                                           | MIC                                                           | SON                                                           | KTY                                                           | DY2                                                           | NHA                                                           | IND                                                           | PO2                                                           | GLN                                                           | MI2                                                           | BR2                                                           | ATL                                                           | RI2                                                           |                                                               | CHI                                                           | NH2                                                           | DV2                                                           | TL2                                                           | CH2                                                           | KN2                                                           | MA2                                                           | TX2                                                           | PH2                                                           | HOM                                                           | Pts                                                           |
| 13                                                            | Kyle Busch                                                    | 17                                                            | 6                                                             | 23                                                            | 32                                                            | 2*                                                            | 36                                                            | 11                                                            | 10                                                            | 1                                                             | 2                                                             | 4                                                             | 3                                                             | 29                                                            | 30                                                            | 32                                                            | 17                                                            | 10*                                                           | 24                                                            | 16                                                            | 2                                                             | 33                                                            | 7*                                                            | 13                                                            | 6                                                             | 6                                                             | 16                                                            | 4                                                             | 28                                                            | 7*                                                            | 3                                                             | 5                                                             | 31                                                            | 2                                                             | 3                                                             | 3*                                                            | 4*                                                            | 1133                                                          |                                                               |
| 14                                                            | Ryan Newman                                                   | 21                                                            | 21                                                            | 4                                                             | 12                                                            | 7                                                             | 1                                                             | 21                                                            | 20                                                            | 15                                                            | 36                                                            | 23                                                            | 14                                                            | 15                                                            | 12                                                            | 15                                                            | 18                                                            | 34                                                            | 5                                                             | 10                                                            | 7                                                             | 6                                                             | 11                                                            | 8                                                             | 36                                                            | 35                                                            | 8                                                             | 5                                                             | 10                                                            | 21                                                            | 9                                                             | 20                                                            | 30                                                            | 11                                                            | 12                                                            | 5                                                             | 3                                                             | 1051                                                          |                                                               |
| 15                                                            | Carl Edwards                                                  | 8                                                             | 17                                                            | 5                                                             | 39                                                            | 5                                                             | 11                                                            | 8                                                             | 9                                                             | 10*                                                           | 31                                                            | 7                                                             | 9                                                             | 26                                                            | 11                                                            | 11                                                            | 21                                                            | 20                                                            | 6                                                             | 18                                                            | 29                                                            | 7                                                             | 14                                                            | 6                                                             | 22                                                            | 36                                                            | 17                                                            | 19                                                            | 19                                                            | 5                                                             | 36                                                            | 7                                                             | 14                                                            | 18                                                            | 16                                                            | 11                                                            | 12                                                            | 1030                                                          |                                                               |
| 16                                                            | Paul Menard                                                   | 6                                                             | 31                                                            | 7                                                             | 10                                                            | 19                                                            | 26                                                            | 18                                                            | 18                                                            | 13                                                            | 17                                                            | 13                                                            | 15                                                            | 17                                                            | 9                                                             | 22                                                            | 20                                                            | 12                                                            | 14                                                            | 17                                                            | 14                                                            | 11                                                            | 12                                                            | 9                                                             | 10                                                            | 8                                                             | 23                                                            | 15                                                            | 12                                                            | 22                                                            | 28                                                            | 27                                                            | 3                                                             | 12                                                            | 27                                                            | 9                                                             | 11                                                            | 1006                                                          |                                                               |
| 17                                                            | Joey Logano                                                   | 9                                                             | 10                                                            | 16                                                            | 16                                                            | 24                                                            | 23                                                            | 19                                                            | 15                                                            | 24                                                            | 26                                                            | 10                                                            | 23                                                            | 8                                                             | 1*                                                            | 35                                                            | 10                                                            | 22                                                            | 4                                                             | 14                                                            | 33                                                            | 13                                                            | 32                                                            | 31                                                            | 8*                                                            | 18                                                            | 30                                                            | 7                                                             | 8                                                             | 10                                                            | 32                                                            | 9                                                             | 19                                                            | 16                                                            | 11                                                            | 27                                                            | 14                                                            | 965                                                           |                                                               |
| 18                                                            | Marcos Ambrose                                                | 13                                                            | 32                                                            | 13                                                            | 36                                                            | 21                                                            | 15                                                            | 20                                                            | 16                                                            | 22                                                            | 14                                                            | 9                                                             | 32                                                            | 10                                                            | 13                                                            | 9                                                             | 8                                                             | 13                                                            | 30                                                            | 19                                                            | 20                                                            | 10                                                            | 1                                                             | 5                                                             | 5                                                             | 17                                                            | 15                                                            | 27                                                            | 24                                                            | 18                                                            | 27                                                            | 33                                                            | 12                                                            | 24                                                            | 32                                                            | 18                                                            | 13                                                            | 950                                                           |                                                               |
| 19                                                            | Jeff Burton                                                   | 5                                                             | 33                                                            | 14                                                            | 6                                                             | 22                                                            | 22                                                            | 29                                                            | 22                                                            | 31                                                            | 10                                                            | 18                                                            | 19                                                            | 22                                                            | 15                                                            | 21                                                            | 11                                                            | 24                                                            | 2                                                             | 21                                                            | 32                                                            | 22                                                            | 30                                                            | 19                                                            | 33                                                            | 12                                                            | 6                                                             | 24                                                            | 15                                                            | 27                                                            | 10                                                            | 28                                                            | 28                                                            | 22                                                            | 19                                                            | 13                                                            | 19                                                            | 883                                                           |                                                               |
| 20                                                            | Aric Almirola                                                 | 33                                                            | 12                                                            | 24                                                            | 19                                                            | 25                                                            | 8                                                             | 22                                                            | 23                                                            | 26                                                            | 12                                                            | 19                                                            | 16                                                            | 6                                                             | 28                                                            | 17                                                            | 28                                                            | 26                                                            | 19                                                            | 28                                                            | 19                                                            | 19                                                            | 18                                                            | 20                                                            | 35                                                            | 32                                                            | 26                                                            | 17                                                            | 23                                                            | 19                                                            | 19                                                            | 12                                                            | 29                                                            | 4                                                             | 15                                                            | 16                                                            | 7                                                             | 868                                                           |                                                               |
| 21                                                            | Jamie McMurray                                                | 31                                                            | 37                                                            | 8                                                             | 7                                                             | 32                                                            | 20                                                            | 14                                                            | 14                                                            | 14                                                            | 11                                                            | 34                                                            | 21                                                            | 19                                                            | 10                                                            | 14                                                            | 19                                                            | 15                                                            | 13                                                            | 20                                                            | 22                                                            | 18                                                            | 39                                                            | 14                                                            | 17                                                            | 24                                                            | 22                                                            | 21                                                            | 26                                                            | 24                                                            | 34*                                                           | 17                                                            | 15                                                            | 17                                                            | 18                                                            | 23                                                            | 20                                                            | 868                                                           |                                                               |
| 22                                                            | Juan Pablo Montoya                                            | 36                                                            | 11                                                            | 25                                                            | 8                                                             | 17                                                            | 21                                                            | 16                                                            | 12                                                            | 12                                                            | 32                                                            | 24                                                            | 20                                                            | 28                                                            | 17                                                            | 8                                                             | 34                                                            | 14                                                            | 28                                                            | 25                                                            | 21                                                            | 20                                                            | 33                                                            | 26                                                            | 13                                                            | 21                                                            | 20                                                            | 23                                                            | 22                                                            | 26                                                            | 38                                                            | 19                                                            | 16                                                            | 20                                                            | 34                                                            | 12                                                            | 28                                                            | 810                                                           |                                                               |
| 23                                                            | Bobby Labonte                                                 | 14                                                            | 16                                                            | 26                                                            | 28                                                            | 28                                                            | 17                                                            | 27                                                            | 35                                                            | 17                                                            | 21                                                            | 29                                                            | 28                                                            | 20                                                            | 22                                                            | 16                                                            | 24                                                            | 27                                                            | 10                                                            | 23                                                            | 26                                                            | 27                                                            | 27                                                            | 22                                                            | 14                                                            | 19                                                            | 25                                                            | 26                                                            | 20                                                            | 14                                                            | 18                                                            | 32                                                            | 33                                                            | 9                                                             | 33                                                            | 15                                                            | 25                                                            | 772                                                           |                                                               |
| 24                                                            | Regan Smith                                                   | 24                                                            | 20                                                            | 15                                                            | 24                                                            | 20                                                            | 16                                                            | 23                                                            | 24                                                            | 27                                                            | 40                                                            | 14                                                            | 17                                                            | 27                                                            | 16                                                            | 28                                                            | 32                                                            | 33                                                            | 34                                                            | 26                                                            | 18                                                            | 9                                                             | 9                                                             | 29                                                            | 16                                                            | 14                                                            | 24                                                            | 34                                                            | 16                                                            | 17                                                            | 5                                                             | 38                                                            | 7                                                             |                                                               |                                                               | 24                                                            | 30                                                            | 747                                                           |                                                               |
| 25                                                            | Kurt Busch                                                    | 39                                                            | 15                                                            | 35                                                            | 18                                                            | 9                                                             | 33                                                            | 13                                                            | 17                                                            | 28                                                            | 20                                                            | 21                                                            | 27                                                            | 24                                                            | EX                                                            | 30                                                            | 3                                                             | 19                                                            | 35                                                            | 24                                                            | 36                                                            | 30                                                            | 31                                                            | 30                                                            | 28                                                            | 13                                                            | 28                                                            | 32                                                            | 25                                                            | 23                                                            | 39                                                            | 21                                                            | 25                                                            | 15                                                            | 8                                                             | 8                                                             | 9                                                             | 735                                                           |                                                               |
| 26                                                            | Mark Martin                                                   | 10                                                            | 9                                                             | 18                                                            |                                                               | 12                                                            |                                                               | 3                                                             | 33                                                            | 8                                                             |                                                               | 20                                                            | 34                                                            | 14                                                            | 2                                                             | 29                                                            |                                                               |                                                               |                                                               |                                                               | 11                                                            | 12                                                            |                                                               | 35*                                                           |                                                               | 10                                                            | 3                                                             | 14                                                            |                                                               | 3                                                             |                                                               | 6                                                             | 24                                                            |                                                               | 29                                                            | 10                                                            | 16                                                            | 701                                                           |                                                               |
| 27                                                            | Travis Kvapil                                                 |                                                               | 19                                                            | 39                                                            | 27                                                            | 29                                                            | 27                                                            | 38                                                            | 25                                                            | 30                                                            | 16                                                            | 321                                                           | 29                                                            | 23                                                            | 26                                                            | 26                                                            | 36                                                            | 17                                                            | 16                                                            | 30                                                            | 37                                                            | 25                                                            | 24                                                            | 15                                                            | 18                                                            | 26                                                            | 27                                                            | 31                                                            | 31                                                            | 29                                                            | 8                                                             | 25                                                            | 17                                                            | 31                                                            | 23                                                            | 20                                                            | 26                                                            | 638                                                           |                                                               |
| 28                                                            | David Ragan                                                   | 43                                                            | 25                                                            | 21                                                            | 23                                                            | 31                                                            | 24                                                            | 35                                                            | 30                                                            | 32                                                            | 7                                                             | 28                                                            | 35                                                            | 21                                                            | 27                                                            | 23                                                            | 27                                                            | 29                                                            | 26                                                            | 34                                                            | 28                                                            | 28                                                            | 22                                                            | 23                                                            | 32                                                            | 28                                                            | 32                                                            | 22                                                            | 29                                                            | 30                                                            | 4                                                             | 34                                                            | 20                                                            | 26                                                            | 28                                                            | 33                                                            | 31                                                            | 622                                                           |                                                               |
| 29                                                            | Casey Mears                                                   | 25                                                            | 39                                                            | 27                                                            | 25                                                            | 23                                                            | 25                                                            | 25                                                            | 26                                                            | 21                                                            | 18                                                            | 22                                                            | 22                                                            | 41                                                            | 35                                                            | 20                                                            | 15                                                            | 18                                                            | 18                                                            | 36                                                            | 34                                                            | 35                                                            | 16                                                            | 37                                                            | 21                                                            | 33                                                            | 29                                                            | 36                                                            | 36                                                            | 31                                                            | 26                                                            | 29                                                            | 37                                                            | 25                                                            | 21                                                            | 22                                                            | 29                                                            | 612                                                           |                                                               |
| 30                                                            | David Gilliland                                               | 23                                                            | 28                                                            | 33                                                            | 26                                                            | 30                                                            | 28                                                            | 31                                                            | 27                                                            | 36                                                            | 13                                                            | 25                                                            | 26                                                            | 40                                                            | 23                                                            | 27                                                            | 26                                                            | 28                                                            | 31                                                            | 27                                                            | 27                                                            | 21                                                            | 20                                                            | 18                                                            | 20                                                            | 31                                                            | 31                                                            | 28                                                            | 32                                                            | 32                                                            | 15                                                            | 23                                                            | 23                                                            | 30                                                            | 35                                                            | 36                                                            | 33                                                            | 605                                                           |                                                               |
| 31                                                            | Landon Cassill                                                | 22                                                            | 35                                                            | 36                                                            | 29                                                            | 36                                                            | 29                                                            | 30                                                            | 34                                                            | 20                                                            | 34                                                            | 26                                                            | 18                                                            | 38                                                            | 43                                                            | 18                                                            | 31                                                            | 25                                                            | 32                                                            | 29                                                            | 25                                                            | 26                                                            | 23                                                            | 25                                                            | 24                                                            | 20                                                            | 19                                                            | 29                                                            | 27                                                            | 36                                                            | 30                                                            | 26                                                            | 18                                                            | 19                                                            | 26                                                            | 25                                                            | 27                                                            | 598                                                           |                                                               |
| 32                                                            | A. J. Allmendinger                                            | 34                                                            | 18                                                            | 37                                                            | 17                                                            | 15                                                            | 2                                                             | 15                                                            | 32                                                            | 16                                                            | 15                                                            | 33                                                            | 33                                                            | 16                                                            | 31                                                            | 19                                                            | 9                                                             | 9                                                             | EX                                                            | EX                                                            | EX                                                            | EX                                                            | EX                                                            | EX                                                            | EX                                                            | EX                                                            | EX                                                            | EX                                                            | EX                                                            | EX                                                            | EX                                                            | 24                                                            | 35                                                            | 28                                                            | 36                                                            |                                                               |                                                               | 453                                                           |                                                               |
| 33                                                            | Dave Blaney                                                   | 15                                                            | 23                                                            | 29                                                            | 34                                                            | 33                                                            | 34                                                            | 37                                                            | 37                                                            | 29                                                            | 30                                                            | 27                                                            | 40                                                            | 32                                                            | 25                                                            | 25                                                            | 37                                                            | 35                                                            | 22                                                            | 39                                                            | 23                                                            |                                                               | 36                                                            | 38                                                            | 26                                                            | 25                                                            | 33                                                            | 33                                                            |                                                               | 41                                                            | 29                                                            | 43                                                            | 39                                                            | 35                                                            | 39                                                            | 26                                                            | 32                                                            | 417                                                           |                                                               |
| 34                                                            | David Reutimann                                               | 26                                                            | 36                                                            | 31                                                            | 21                                                            | 27                                                            | 35                                                            | 26                                                            | 29                                                            | 33                                                            | 22                                                            | 36                                                            | DNQ                                                           | 31                                                            | 21                                                            |                                                               |                                                               | 23                                                            | 11                                                            | 33                                                            |                                                               | 24                                                            |                                                               | 21                                                            |                                                               |                                                               | 34                                                            |                                                               | 30                                                            |                                                               | 37                                                            | 30                                                            |                                                               | 36                                                            |                                                               | 40                                                            | 34                                                            | 373                                                           |                                                               |
| 35                                                            | Brian Vickers                                                 |                                                               |                                                               |                                                               | 5                                                             |                                                               | 18                                                            |                                                               |                                                               |                                                               |                                                               |                                                               |                                                               |                                                               |                                                               |                                                               | 4                                                             |                                                               |                                                               | 15                                                            |                                                               |                                                               | 43                                                            |                                                               | 4                                                             |                                                               |                                                               |                                                               | 9                                                             |                                                               |                                                               |                                                               |                                                               | 8                                                             |                                                               |                                                               |                                                               | 250                                                           |                                                               |
| 36                                                            | David Stremme                                                 | 37                                                            | 29                                                            | 28                                                            | 38                                                            | 39                                                            | 30                                                            | DNQ                                                           | 38                                                            | 37                                                            | 39                                                            | 39                                                            | 38                                                            | 33                                                            | DNQ                                                           | DNQ                                                           |                                                               | 36                                                            | 39                                                            | 35                                                            | 24                                                            | 34                                                            |                                                               | 34                                                            | 37                                                            | 39                                                            | 37                                                            | 39                                                            | 35                                                            | DNQ                                                           | 33                                                            | 37                                                            | DNQ                                                           | 40                                                            | DNQ                                                           | 34                                                            | 38                                                            | 236                                                           |                                                               |
| 37                                                            | Michael McDowell                                              | 30                                                            | 43                                                            | 38                                                            | 31                                                            | 38                                                            | 40                                                            | 41                                                            | 40                                                            | 39                                                            | 43                                                            | DNQ                                                           | 36                                                            | 42                                                            | 34                                                            | 38                                                            |                                                               | 38                                                            | 43                                                            | 40                                                            | DNQ                                                           |                                                               | 37                                                            |                                                               | 23                                                            | DNQ                                                           | 41                                                            | 43                                                            | 37                                                            | 38                                                            | 31                                                            | 31                                                            | 43                                                            | 39                                                            | 38                                                            | 38                                                            | 41                                                            | 187                                                           |                                                               |
| 38                                                            | J. J. Yeley                                                   | DNQ                                                           | 26                                                            | 43                                                            | 30                                                            | 35                                                            | 37                                                            | 33                                                            | 31                                                            | DNQ                                                           | DNQ                                                           | 37                                                            | DNQ                                                           | 34                                                            | 36                                                            | 37                                                            | 33                                                            | DNQ                                                           | 40                                                            | 43                                                            | 39                                                            | 40                                                            | 40                                                            | DNQ                                                           | DNQ                                                           | 41                                                            | DNQ                                                           | DNQ                                                           | 41                                                            | 34                                                            |                                                               | 42                                                            | 42                                                            | DNQ                                                           | 42                                                            | DNQ                                                           | 35                                                            | 166                                                           |                                                               |
| 39                                                            | Josh Wise (R)                                                 |                                                               | 38                                                            | 40                                                            | 43                                                            | 37                                                            | 41                                                            | 39                                                            | 39                                                            | 38                                                            | 42                                                            | 43                                                            | 43                                                            | DNQ                                                           | 42                                                            | 42                                                            | 30                                                            | 37                                                            | 38                                                            | 37                                                            | 40                                                            | 37                                                            | 38                                                            | 40                                                            | 38                                                            | DNQ                                                           | 42                                                            | 38                                                            | DNQ                                                           | 37                                                            | 43                                                            | DNQ                                                           | DNQ                                                           | 38                                                            | 37                                                            | 37                                                            | 40                                                            | 147                                                           |                                                               |
| 40                                                            | Ken Schrader                                                  |                                                               |                                                               | 30                                                            | 33                                                            | 32                                                            | 32                                                            |                                                               |                                                               |                                                               |                                                               |                                                               |                                                               |                                                               |                                                               | 31                                                            |                                                               | 31                                                            |                                                               | 31                                                            | 30                                                            |                                                               |                                                               |                                                               | 42                                                            |                                                               | 35                                                            |                                                               |                                                               |                                                               |                                                               |                                                               |                                                               | 29                                                            | 31                                                            |                                                               | 37                                                            | 146                                                           |                                                               |
| 41                                                            | Stephen Leicht (R)                                            |                                                               |                                                               |                                                               |                                                               |                                                               |                                                               |                                                               |                                                               | 35                                                            |                                                               | DNQ                                                           | 39                                                            | 35                                                            | 33                                                            |                                                               | 41                                                            | 41                                                            | 42                                                            | 32                                                            | 31                                                            | DNQ                                                           | 26                                                            | DNQ                                                           | 40                                                            | DNQ                                                           | 36                                                            |                                                               | 34                                                            |                                                               |                                                               |                                                               |                                                               | 34                                                            | DNQ                                                           | 35                                                            | DNQ                                                           | 126                                                           |                                                               |
| 42                                                            | Scott Speed                                                   |                                                               |                                                               |                                                               |                                                               |                                                               | DNQ                                                           | 43                                                            |                                                               | 43                                                            |                                                               | 42                                                            | 37                                                            | 43                                                            |                                                               |                                                               | 25                                                            | 39                                                            |                                                               |                                                               | 38                                                            |                                                               | 17                                                            |                                                               | DNQ                                                           | 37                                                            |                                                               | 41                                                            | 38                                                            | 40                                                            |                                                               | 40                                                            | 34                                                            | 37                                                            | 30                                                            |                                                               |                                                               | 124                                                           |                                                               |
| 43                                                            | Michael Waltrip                                               | DNQ                                                           |                                                               |                                                               |                                                               |                                                               |                                                               |                                                               |                                                               |                                                               | 19                                                            |                                                               |                                                               |                                                               |                                                               |                                                               |                                                               | 30                                                            | 9                                                             |                                                               |                                                               |                                                               |                                                               |                                                               |                                                               |                                                               |                                                               |                                                               |                                                               |                                                               | 25                                                            |                                                               |                                                               |                                                               |                                                               |                                                               |                                                               | 94                                                            |                                                               |
| 44                                                            | Terry Labonte                                                 | 18                                                            |                                                               |                                                               |                                                               |                                                               |                                                               |                                                               |                                                               |                                                               | 29                                                            |                                                               |                                                               |                                                               |                                                               |                                                               |                                                               |                                                               | 20                                                            |                                                               |                                                               |                                                               |                                                               |                                                               |                                                               |                                                               |                                                               |                                                               |                                                               |                                                               | 16                                                            |                                                               |                                                               |                                                               |                                                               |                                                               |                                                               | 94                                                            |                                                               |
| 45                                                            | Tony Raines                                                   | 19                                                            |                                                               |                                                               | Wth                                                           |                                                               | DNQ                                                           | 34                                                            | DNQ                                                           |                                                               | 38                                                            |                                                               |                                                               |                                                               | 32                                                            | 36                                                            |                                                               |                                                               |                                                               |                                                               |                                                               | 38                                                            |                                                               |                                                               |                                                               |                                                               |                                                               |                                                               | 40                                                            |                                                               |                                                               |                                                               |                                                               |                                                               |                                                               |                                                               |                                                               | 71                                                            |                                                               |
| 46                                                            | Scott Riggs                                                   |                                                               | 42                                                            | DNQ                                                           | 41                                                            | 41                                                            | 42                                                            | 42                                                            | 43                                                            | DNQ                                                           |                                                               | DNQ                                                           | DNQ                                                           | 37                                                            | 40                                                            | 41                                                            |                                                               | 43                                                            |                                                               | 41                                                            | 41                                                            | 43                                                            |                                                               | 41                                                            | 41                                                            | 40                                                            | 39                                                            | DNQ                                                           | DNQ                                                           | 42                                                            |                                                               | DNQ                                                           |                                                               | 42                                                            |                                                               |                                                               | 42                                                            | 56                                                            |                                                               |
| 47                                                            | Brendan Gaughan                                               |                                                               | 27                                                            | 34                                                            | 22                                                            | 43                                                            |                                                               |                                                               |                                                               |                                                               |                                                               |                                                               |                                                               |                                                               |                                                               |                                                               |                                                               |                                                               |                                                               |                                                               |                                                               |                                                               |                                                               |                                                               |                                                               |                                                               |                                                               |                                                               |                                                               |                                                               |                                                               |                                                               |                                                               |                                                               |                                                               |                                                               |                                                               | 50                                                            |                                                               |
| 48                                                            | Boris Said                                                    |                                                               |                                                               |                                                               |                                                               |                                                               |                                                               |                                                               |                                                               |                                                               |                                                               |                                                               |                                                               |                                                               |                                                               |                                                               | 29                                                            |                                                               |                                                               |                                                               |                                                               |                                                               | 25                                                            |                                                               |                                                               |                                                               |                                                               |                                                               |                                                               |                                                               |                                                               |                                                               |                                                               |                                                               |                                                               |                                                               |                                                               | 34                                                            |                                                               |
| 49                                                            | Bill Elliott                                                  | DNQ                                                           |                                                               |                                                               |                                                               |                                                               |                                                               |                                                               |                                                               |                                                               | 37                                                            |                                                               |                                                               |                                                               |                                                               |                                                               |                                                               |                                                               | 37                                                            |                                                               |                                                               |                                                               |                                                               |                                                               |                                                               |                                                               |                                                               |                                                               |                                                               |                                                               |                                                               |                                                               |                                                               |                                                               |                                                               |                                                               |                                                               | 14                                                            |                                                               |
| 50                                                            | Hermie Sadler                                                 |                                                               |                                                               |                                                               |                                                               |                                                               | 31                                                            |                                                               |                                                               |                                                               |                                                               |                                                               |                                                               |                                                               |                                                               |                                                               |                                                               |                                                               |                                                               |                                                               |                                                               |                                                               |                                                               |                                                               |                                                               |                                                               |                                                               |                                                               |                                                               |                                                               |                                                               |                                                               |                                                               |                                                               |                                                               |                                                               |                                                               | 13                                                            |                                                               |
| 51                                                            | Mike Olsen                                                    |                                                               |                                                               |                                                               |                                                               |                                                               |                                                               |                                                               |                                                               |                                                               |                                                               |                                                               |                                                               |                                                               |                                                               |                                                               |                                                               |                                                               |                                                               |                                                               |                                                               |                                                               |                                                               |                                                               |                                                               |                                                               |                                                               |                                                               | 33                                                            |                                                               |                                                               |                                                               |                                                               |                                                               |                                                               |                                                               |                                                               | 11                                                            |                                                               |
| 52                                                            | Robby Gordon                                                  | 41                                                            | 41                                                            | DNQ                                                           | Wth                                                           | DNQ                                                           |                                                               |                                                               |                                                               |                                                               |                                                               |                                                               |                                                               |                                                               |                                                               |                                                               | 39                                                            |                                                               |                                                               |                                                               |                                                               |                                                               |                                                               |                                                               |                                                               |                                                               |                                                               |                                                               |                                                               |                                                               |                                                               |                                                               |                                                               |                                                               |                                                               |                                                               |                                                               | 11                                                            |                                                               |
| 53                                                            | Mike Skinner                                                  |                                                               |                                                               |                                                               |                                                               |                                                               |                                                               |                                                               |                                                               |                                                               |                                                               | 411                                                           |                                                               | Wth                                                           |                                                               |                                                               |                                                               | DNQ                                                           |                                                               |                                                               | 42                                                            | 41                                                            |                                                               | 39                                                            |                                                               |                                                               |                                                               |                                                               |                                                               |                                                               |                                                               |                                                               |                                                               |                                                               |                                                               |                                                               |                                                               | 10                                                            |                                                               |
| 54                                                            | Kelly Bires                                                   |                                                               |                                                               |                                                               |                                                               |                                                               |                                                               |                                                               |                                                               |                                                               |                                                               |                                                               |                                                               |                                                               |                                                               |                                                               |                                                               |                                                               |                                                               | 42                                                            |                                                               |                                                               |                                                               |                                                               | DNQ                                                           |                                                               |                                                               |                                                               | 43                                                            | DNQ                                                           |                                                               |                                                               | 38                                                            |                                                               | DNQ                                                           |                                                               |                                                               | 9                                                             |                                                               |
| 55                                                            | Tomy Drissi                                                   |                                                               |                                                               |                                                               |                                                               |                                                               |                                                               |                                                               |                                                               |                                                               |                                                               |                                                               |                                                               |                                                               |                                                               |                                                               | 38                                                            |                                                               |                                                               |                                                               |                                                               |                                                               |                                                               |                                                               |                                                               |                                                               |                                                               |                                                               |                                                               |                                                               |                                                               |                                                               |                                                               |                                                               |                                                               |                                                               |                                                               | 6                                                             |                                                               |
| 56                                                            | Stacy Compton                                                 |                                                               |                                                               |                                                               |                                                               |                                                               |                                                               | DNQ                                                           |                                                               |                                                               |                                                               |                                                               |                                                               |                                                               | 39                                                            | DNQ                                                           |                                                               |                                                               |                                                               |                                                               |                                                               |                                                               |                                                               |                                                               |                                                               |                                                               |                                                               |                                                               |                                                               |                                                               |                                                               |                                                               |                                                               |                                                               |                                                               |                                                               |                                                               | 5                                                             |                                                               |
| 57                                                            | David Mayhew                                                  |                                                               |                                                               |                                                               |                                                               |                                                               |                                                               |                                                               |                                                               |                                                               |                                                               |                                                               |                                                               |                                                               |                                                               |                                                               | 40                                                            |                                                               |                                                               |                                                               |                                                               |                                                               |                                                               |                                                               |                                                               |                                                               |                                                               |                                                               |                                                               |                                                               |                                                               |                                                               |                                                               |                                                               |                                                               |                                                               |                                                               | 4                                                             |                                                               |
| 58                                                            | Patrick Long                                                  |                                                               |                                                               |                                                               |                                                               |                                                               |                                                               |                                                               |                                                               |                                                               |                                                               |                                                               |                                                               |                                                               |                                                               |                                                               |                                                               |                                                               |                                                               |                                                               |                                                               |                                                               | 42                                                            |                                                               |                                                               |                                                               |                                                               |                                                               |                                                               |                                                               |                                                               |                                                               |                                                               |                                                               |                                                               |                                                               |                                                               | 2                                                             |                                                               |
|                                                               | Brian Simo                                                    |                                                               |                                                               |                                                               |                                                               |                                                               |                                                               |                                                               |                                                               |                                                               |                                                               |                                                               |                                                               |                                                               |                                                               |                                                               | DNQ                                                           |                                                               |                                                               |                                                               |                                                               |                                                               |                                                               |                                                               |                                                               |                                                               |                                                               |                                                               |                                                               |                                                               |                                                               |                                                               |                                                               |                                                               |                                                               |                                                               |                                                               | –                                                             |                                                               |
|                                                               | Mark Green                                                    |                                                               |                                                               |                                                               |                                                               |                                                               |                                                               |                                                               |                                                               |                                                               |                                                               |                                                               |                                                               |                                                               |                                                               |                                                               |                                                               |                                                               |                                                               |                                                               |                                                               |                                                               |                                                               |                                                               |                                                               |                                                               | DNQ                                                           |                                                               |                                                               |                                                               |                                                               |                                                               |                                                               |                                                               |                                                               |                                                               |                                                               | –                                                             |                                                               |
| Pilotes non éligibles pour le titre de champion               |                                                               |                                                               |                                                               |                                                               |                                                               |                                                               |                                                               |                                                               |                                                               |                                                               |                                                               |                                                               |                                                               |                                                               |                                                               |                                                               |                                                               |                                                               |                                                               |                                                               |                                                               |                                                               |                                                               |                                                               |                                                               |                                                               |                                                               |                                                               |                                                               |                                                               |                                                               |                                                               |                                                               |                                                               |                                                               |                                                               |                                                               |                                                               |                                                               |
| Pos.                                                          | Pilote                                                        | DAY                                                           | PHO                                                           | LSV                                                           | BRI                                                           | CAL                                                           | MAR                                                           | TEX                                                           | KAN                                                           | RIC                                                           | TAL                                                           | DAR                                                           | CHA                                                           | DOV                                                           | POC                                                           | MIC                                                           | SON                                                           | KTY                                                           | DY2                                                           | NHA                                                           | IND                                                           | PO2                                                           | GLN                                                           | MI2                                                           | BR2                                                           | ATL                                                           | RI2                                                           |                                                               | CHI                                                           | NH2                                                           | DV2                                                           | TL2                                                           | CH2                                                           | KN2                                                           | MA2                                                           | TX2                                                           | PH2                                                           | HOM                                                           | Pts                                                           |
|                                                               | Sam Hornish Jr.                                               |                                                               |                                                               |                                                               |                                                               |                                                               |                                                               |                                                               | 19                                                            |                                                               |                                                               |                                                               |                                                               |                                                               |                                                               |                                                               |                                                               |                                                               | 33                                                            | 22                                                            | 16                                                            | 16                                                            | 5                                                             | 12                                                            | 34                                                            | 11                                                            | 11                                                            | 11                                                            | 21                                                            | 25                                                            | 24                                                            | 15                                                            | 26                                                            | 13                                                            | 17                                                            | 31                                                            | 22                                                            | –                                                             |                                                               |
|                                                               | Trevor Bayne                                                  | 35                                                            |                                                               | 9                                                             |                                                               |                                                               |                                                               | 28                                                            |                                                               |                                                               | 8                                                             |                                                               | 24                                                            |                                                               |                                                               | 43                                                            |                                                               |                                                               | 27                                                            |                                                               | 17                                                            |                                                               |                                                               | 24                                                            |                                                               | 16                                                            |                                                               | 20                                                            |                                                               |                                                               | 21                                                            | 22                                                            | 21                                                            |                                                               | 22                                                            |                                                               | 23                                                            | –                                                             |                                                               |
|                                                               | Ricky Stenhouse Jr.                                           | 20                                                            |                                                               |                                                               |                                                               |                                                               |                                                               |                                                               |                                                               |                                                               |                                                               |                                                               |                                                               |                                                               |                                                               |                                                               |                                                               |                                                               |                                                               |                                                               |                                                               |                                                               |                                                               |                                                               |                                                               |                                                               |                                                               |                                                               |                                                               | 12                                                            |                                                               | 35                                                            |                                                               |                                                               |                                                               |                                                               | 39                                                            | –                                                             |                                                               |
|                                                               | Danica Patrick                                                | 38                                                            |                                                               |                                                               |                                                               |                                                               |                                                               |                                                               |                                                               |                                                               |                                                               | 31                                                            | 30                                                            |                                                               |                                                               |                                                               |                                                               |                                                               |                                                               |                                                               |                                                               |                                                               |                                                               |                                                               | 29                                                            | 29                                                            |                                                               | 25                                                            |                                                               | 28                                                            |                                                               |                                                               | 32                                                            |                                                               | 24                                                            | 17                                                            |                                                               | –                                                             |                                                               |
|                                                               | Timmy Hill (R)                                                |                                                               | DNQ                                                           | 42                                                            | DNQ                                                           | DNQ                                                           |                                                               |                                                               |                                                               |                                                               |                                                               |                                                               |                                                               |                                                               |                                                               |                                                               |                                                               |                                                               |                                                               |                                                               |                                                               |                                                               |                                                               |                                                               |                                                               |                                                               |                                                               |                                                               |                                                               |                                                               | 42                                                            | 36                                                            | 22                                                            |                                                               |                                                               | 29                                                            |                                                               | –2                                                            |                                                               |
|                                                               | Mike Bliss                                                    |                                                               | 24                                                            |                                                               |                                                               | 40                                                            | DNQ                                                           | 40                                                            | 42                                                            | 42                                                            |                                                               | DNQ                                                           | DNQ                                                           | 36                                                            | 38                                                            | 39                                                            |                                                               | 42                                                            |                                                               | DNQ                                                           | 43                                                            | 39                                                            |                                                               |                                                               | 43                                                            | DNQ                                                           | 40                                                            | 42                                                            |                                                               | DNQ                                                           |                                                               | 39                                                            | 36                                                            | DNQ                                                           | 41                                                            | 41                                                            | 43                                                            | –                                                             |                                                               |
|                                                               | Austin Dillon                                                 |                                                               |                                                               |                                                               |                                                               |                                                               |                                                               |                                                               |                                                               |                                                               |                                                               |                                                               |                                                               |                                                               |                                                               | 24                                                            |                                                               |                                                               |                                                               |                                                               |                                                               |                                                               |                                                               |                                                               |                                                               |                                                               |                                                               |                                                               |                                                               |                                                               |                                                               |                                                               |                                                               |                                                               |                                                               |                                                               |                                                               | –                                                             |                                                               |
|                                                               | Robert Richardson, Jr.                                        | DNQ                                                           |                                                               |                                                               |                                                               |                                                               |                                                               |                                                               |                                                               |                                                               | 27                                                            |                                                               |                                                               |                                                               |                                                               |                                                               |                                                               |                                                               | DNQ                                                           |                                                               |                                                               |                                                               |                                                               |                                                               |                                                               |                                                               |                                                               |                                                               |                                                               |                                                               | 35                                                            |                                                               |                                                               |                                                               |                                                               |                                                               |                                                               | –                                                             |                                                               |
|                                                               | Elliott Sadler                                                | 27                                                            |                                                               |                                                               |                                                               |                                                               |                                                               |                                                               |                                                               |                                                               |                                                               |                                                               |                                                               |                                                               |                                                               |                                                               |                                                               |                                                               |                                                               |                                                               |                                                               |                                                               |                                                               |                                                               |                                                               |                                                               |                                                               |                                                               |                                                               |                                                               |                                                               |                                                               |                                                               |                                                               |                                                               |                                                               |                                                               | –                                                             |                                                               |
|                                                               | Joe Nemechek                                                  | 28                                                            | 40                                                            | 41                                                            | 40                                                            | DNQ                                                           | 39                                                            | DNQ                                                           | 41                                                            | 41                                                            | 41                                                            | 40                                                            | 41                                                            | 39                                                            | 37                                                            | 40                                                            | 43                                                            | 40                                                            | 41                                                            | 38                                                            | DNQ                                                           | 36                                                            | 29                                                            | 36                                                            | 39                                                            | 43                                                            | 38                                                            | 40                                                            | 39                                                            | 39                                                            | 41                                                            | DNQ                                                           | 40                                                            | 41                                                            | 40                                                            | 39                                                            | DNQ                                                           | –                                                             |                                                               |
|                                                               | Reed Sorenson                                                 |                                                               |                                                               |                                                               | 42                                                            | 42                                                            | 43                                                            | 32                                                            | 28                                                            | 34                                                            |                                                               | 30                                                            |                                                               | 30                                                            | 41                                                            |                                                               |                                                               |                                                               |                                                               |                                                               | DNQ                                                           | 42                                                            |                                                               | 42                                                            | DNQ                                                           | 42                                                            | 43                                                            | DNQ                                                           | 42                                                            | 43                                                            |                                                               | 41                                                            | 41                                                            | 43                                                            | 43                                                            |                                                               | DNQ                                                           | –                                                             |                                                               |
|                                                               | T. J. Bell                                                    |                                                               |                                                               |                                                               |                                                               |                                                               |                                                               |                                                               |                                                               |                                                               |                                                               |                                                               | 31                                                            |                                                               |                                                               |                                                               |                                                               |                                                               |                                                               |                                                               |                                                               |                                                               |                                                               | 33                                                            |                                                               | 30                                                            |                                                               | 30                                                            |                                                               | 33                                                            |                                                               |                                                               |                                                               |                                                               |                                                               |                                                               |                                                               | –                                                             |                                                               |
|                                                               | Jason Leffler                                                 |                                                               |                                                               |                                                               |                                                               |                                                               |                                                               |                                                               |                                                               |                                                               |                                                               |                                                               |                                                               |                                                               |                                                               |                                                               |                                                               |                                                               |                                                               |                                                               |                                                               |                                                               | 35                                                            | 43                                                            | 31                                                            | 38                                                            |                                                               | DNQ                                                           | DNQ                                                           | DNQ                                                           |                                                               |                                                               |                                                               |                                                               |                                                               | 42                                                            | DNQ                                                           | –                                                             |                                                               |
|                                                               | Jason White                                                   |                                                               |                                                               |                                                               |                                                               |                                                               |                                                               |                                                               |                                                               |                                                               |                                                               |                                                               |                                                               |                                                               |                                                               |                                                               |                                                               |                                                               |                                                               |                                                               |                                                               | 31                                                            |                                                               |                                                               |                                                               |                                                               |                                                               |                                                               |                                                               |                                                               |                                                               |                                                               |                                                               |                                                               |                                                               |                                                               |                                                               | –                                                             |                                                               |
|                                                               | Cole Whitt                                                    |                                                               |                                                               |                                                               |                                                               |                                                               |                                                               |                                                               |                                                               | 40                                                            |                                                               | 38                                                            | 42                                                            | DNQ                                                           |                                                               |                                                               |                                                               |                                                               |                                                               |                                                               |                                                               |                                                               |                                                               |                                                               |                                                               |                                                               |                                                               | 37                                                            |                                                               | DNQ                                                           | 40                                                            | DNQ                                                           | DNQ                                                           |                                                               |                                                               |                                                               |                                                               | –                                                             |                                                               |
|                                                               | Chris Cook                                                    |                                                               |                                                               |                                                               |                                                               |                                                               |                                                               |                                                               |                                                               |                                                               |                                                               |                                                               |                                                               |                                                               |                                                               |                                                               | 42                                                            |                                                               |                                                               |                                                               |                                                               |                                                               | 41                                                            |                                                               |                                                               |                                                               |                                                               |                                                               |                                                               |                                                               |                                                               |                                                               |                                                               |                                                               |                                                               |                                                               |                                                               | –2                                                            |                                                               |
|                                                               | Kenny Wallace                                                 | DNQ                                                           |                                                               |                                                               |                                                               |                                                               |                                                               |                                                               |                                                               |                                                               |                                                               |                                                               |                                                               |                                                               |                                                               |                                                               |                                                               |                                                               |                                                               |                                                               |                                                               |                                                               |                                                               |                                                               |                                                               |                                                               |                                                               |                                                               |                                                               |                                                               |                                                               |                                                               |                                                               |                                                               |                                                               |                                                               |                                                               | –                                                             |                                                               |
|                                                               | Mike Wallace                                                  | DNQ                                                           |                                                               |                                                               |                                                               |                                                               |                                                               |                                                               |                                                               |                                                               |                                                               |                                                               |                                                               |                                                               |                                                               |                                                               |                                                               |                                                               |                                                               |                                                               |                                                               |                                                               |                                                               |                                                               |                                                               |                                                               |                                                               |                                                               |                                                               |                                                               |                                                               |                                                               |                                                               |                                                               |                                                               |                                                               |                                                               | –                                                             |                                                               |
|                                                               | Tim Andrews                                                   |                                                               |                                                               |                                                               |                                                               |                                                               |                                                               |                                                               | DNQ                                                           |                                                               |                                                               |                                                               |                                                               |                                                               |                                                               |                                                               |                                                               |                                                               |                                                               |                                                               |                                                               |                                                               |                                                               |                                                               |                                                               |                                                               |                                                               |                                                               |                                                               |                                                               |                                                               |                                                               |                                                               |                                                               |                                                               |                                                               |                                                               | –                                                             |                                                               |
|                                                               | Jeff Green                                                    |                                                               |                                                               |                                                               |                                                               |                                                               |                                                               |                                                               | DNQ                                                           |                                                               |                                                               |                                                               |                                                               |                                                               |                                                               |                                                               |                                                               |                                                               |                                                               |                                                               |                                                               |                                                               |                                                               |                                                               |                                                               |                                                               |                                                               |                                                               | DNQ                                                           |                                                               |                                                               |                                                               |                                                               |                                                               |                                                               |                                                               |                                                               | –                                                             |                                                               |